# Носовой визор

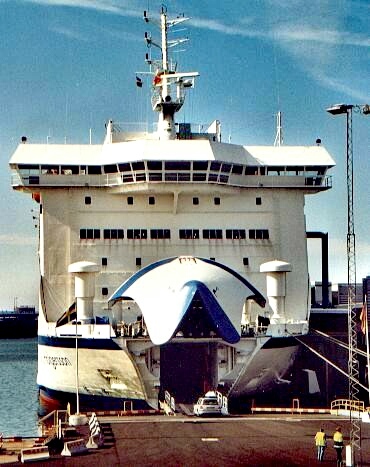
Загрузка автомобилей на паром

Носово́й визо́р (англ. visor — козырёк) — подъёмная надводная часть парома, расположенная на носу судна. Подъём визора обеспечивает проезд транспортных средств на палубу для грузов.
Отрыв носового визора на пароме «Эстония» в ночь на 28 сентября 1994 года в Балтийском море по официальной версии стал причиной гибели судна, хотя есть и другие мнения.[какие?]